# 1985-ös Giro d’Italia

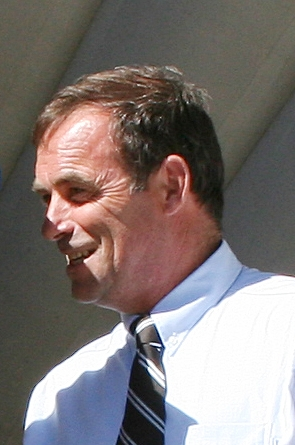
Bernard Hinault 2005-ben

Az 1985-ös Giro d’Italia volt a 68. olasz kerékpáros körverseny. Május 16-án kezdődött és június 9-én ért véget. A végső győztes a francia Bernard Hinault lett.

## Végeredmény
|    | Versenyző                     | Idő            |
| -- | ----------------------------- | -------------- |
| 1  | Bernard Hinault               | 105 óra 46' 51 |
| 2  | Francesco Moser               | + 1' 08        |
| 3  | Greg LeMond                   | + 2' 55        |
| 4  | Tommy Prim                    | + 4' 53        |
| 5  | Marino Lejarreta Arrizabalaga | + 6' 30        |
| 6  | Giovanbattista Baronchelli    | + 6' 32        |
| 7  | Silvano Contini               | + 7' 22        |
| 8  | Michael Wilson                | + 7' 38        |
| 9  | Franco Chioccioli             | + 8' 33        |
| 10 | Alberto Volpi                 | + 10' 31       |